# Stazione di Torrino
La stazione di Torrino è stata una fermata ferroviaria posta lungo la ex linea ferroviaria a scartamento ridotto Arezzo-Fossato di Vico chiusa nel 22 maggio 1945 a causa dei bombardamenti della Seconda guerra mondiale; era a servizio della località Torrino, nel comune di Arezzo.